# Behexen
Behexen es una banda finlandesa de black metal formada en Hämeenlinna/Tampere en 1994. Anteriormente esta banda se llamaba Lords of the Left Hand y en transcurso de 1994 a 1995 cambiaron su nombre al actual, Behexen. La banda tiene un sonido crudo con black metal de la vieja escuela. 
Bajo el nombre de Lords of the Left Hand produjeron sólo un demo llamado Reality is in Evil que fue limitado a 100 copias, en 1995.

## Discografía

### Álbumes
- Rituale Satanum (2000)
- By the Blessing of Satan (2004)
- My Soul for His Glory (2008)
- Nightside Emanations (2012)
- The Poisonous Path (2016)

### Demos
- Reality is in Evil (1995)
- Eternal Realm (1997)
- Blessed Be the Darkness (1998)

### Split CD
- Horna / Behexen (2004)
- Satanic warmaster / Behexen (2008)

### Boxed Set
- From the Devil's Chalice (2008)

- Datos: Q814481
- Multimedia: Behexen / Q814481